# John Eldridge
Sir William John Eldridge, KBE, CB, DSO, MC (* 2. März 1898; † 3. November 1985) war ein britischer Offizier der British Army, der als Generalleutnant zwischen 1953 und 1957 Kontrolleur für Munition im Versorgungsministerium war. Er war danach von 1957 bis 1968 Vorstandsvorsitzender des Maschinenbauunternehmens Kearney and Trecker.

## Leben
William John Eldridge, Sohn von William John Eldridge, wurde nach der Offiziersausbildung 1915 als Leutnant (Second Lieutenant) in die Royal Artillery übernommen und nahm an der Westfront in Frankreich und Belgien am Ersten Weltkrieg teil. Für seine Verdienste wurde er mit dem Military Cross (MC) sowie 1919 mit dem Distinguished Service Order (DSO) ausgezeichnet. In den folgenden Jahren fand er verschiedene Verwendungen als Offizier und absolvierte zwischen 1933 und 1934 das Staff College Camberley, an dem die späteren Generalmajore William Dimoline und Ashton Wade zu seinen Jahrgangskameraden gehörten. Nach weiteren Verwendung als Offizier und Stabsoffizier war er nach Beginn des Zweiten Weltkrieges zwischen 1939 und 1941 Erster Generalstabsoffizier im Flugabwehrkommando (Anti-Aircraft Command). Er wurde 1941 Commander des Order of the British Empire (CBE). Am 1. Dezember 1941 wurde ihm der kommissarische Dienstgrad eines Generalmajors (Acting Major-General) verliehen, woraufhin er zwischen dem 1. Dezember 1941 und 1942 Leiter der Abteilung Flugabwehr und Küstenverteidigung (Director of Anti-Aircraft & Coast Defence) im Kriegsministerium (War Office) war. Danach blieb er im Kriegsministerium und war bis Februar 1944 als Leiter der Abteilung für die Royal Artillery. Am 1. April 1944 wurde ihm der vorübergehende Dienstgrad eines Brigadegenerals (Temporary Brigadier) verliehen. Darüber hinaus erhielt er 1944 auch die Auszeichnung als Companion des Order of the Bath (CB).
Nach Kriegsende wechselte Eldridge am 19. November 1945 ins Versorgungsministerium (Ministry of Supply) und er war dort bis 1948 Generaldirektor für die Artillerie. Im Anschluss fungierte er als Generalmajor (Major-General) zwischen Dezember 1948 und August 1951 als Kommandant des Military College of Science (RMCS), eine Lehr- und Forschungsanstalt der British Army. Im September 1951 löste er seinen Lehrgangskameraden Generalmajor William Dimoline als Kommandeur des Militärbezirks Aldershot ab und bekleidete diesen Posten bis zu seiner Ablösung durch Generalmajor Edward Burke-Gaffney im September 1953. Zuletzt war er von 1953 bis zu seinem Ausscheiden aus dem Militärdienst 1957 Kontrolleur für Munition (Controller of Munitions) im Versorgungsministerium. Am 10. Juni 1954 wurde er zum Knight Commander des Order of the British Empire (KBE) geschlagen und führte seither den Namenszusatz „Sir“. Danach war er zwischen 1957 und 1968 Vorstandsvorsitzender des Maschinenbauunternehmens Kearney and Trecker CVA Ltd. 1958 war er zudem Gründungsmitglied der Denkfabrik International Institute for Strategic Studies (IISS). Er war seit 1954 mit Violet Elizabeth Eldridge verheiratet.